# Ubisoft Blue Byte
Ubisoft Blue Byte（原名为Blue Byte Software），Ubisoft Blue Byte GmbH（在2017年之前為Blue Byte）是總部位於杜塞爾多夫的德國電玩遊戲開發商。該公司由托馬斯·赫茲勒（Thomas Hertzler）和洛塔爾·施密特（Lothar Schmitt）於1988年10月創立，以開發《美麗新世界》和《工人物語》系列而聞名。2001年被育碧娛樂公司收購。如今Ubisoft Blue Byte由三個工作室組成，包括育碧杜塞爾多夫工作室、育碧美因茲工作室和育碧柏林工作室。

## 歷史

### 創立和發展（1988–1993）
1988年，托馬斯·赫茲勒和洛塔爾·施密特離開了德國電玩開發商Rainbow Arts，並從赫茲勒父母那借來了資金，當年10月在魯爾河畔米爾海姆赫茲勒家
的閣樓創立了自己的公司Blue Byte。
Blue Byte的第一個發行遊戲是網球模擬遊戲《Great Courts》，由育碧於1989年發行。1991年，發行回合制戰略遊戲《戰島》（Battle Isle），這款遊戲啟發自日本遊戲公司Hudson soft為TurboGrafx-16平台開發的《Nectaris》，並為Blue Byte在德國和歐洲市場帶來了成功，催生了眾多插件和續作。而隨後在1993年發行的經營類遊戲《工人物語》（德語原名Die Siedler，國際上以The Settlers為名銷售，北美地區則以Serf City: Life is Feudal為名銷售）將公司推向高峰，成為Blue Byte最著名的作品。

### 延續（1994–2000）
多年來，Blue Byte製作發行了許多創新的作品，包括《Chewy: Escape from F5》和《Albion》，但大多數在國際市場成績並不出色，僅限於德國和歐洲部分地區成功，而美國市場在Accolade協助下努力進擊卻仍以失敗作收。
1995年，芝加哥企業家朱利安·普雷托（Julian Pretto）來到德國，成功說服Blue Byte創始人開設北美工作室。而隨著《戰島2020》的成功發行，普雷托離開了公司，繼續追求其他利益。三年後，Blue Byte從伊利諾伊州芝加哥搬到了德克薩斯州奧斯汀的新工廠。
從1990年代初開始，熱門回合制策略遊戲《戰島》系列取得類似《工人物語》的崇高地位。但在1997年重製成類似《UFO：Enemy Unknown》的3D戰術遊戲《Incubation》和2001年發行嘗試縮小回合制策略遊戲與即時戰略遊戲之間差距的《Battle Isle：Andosia War》後，許多玩家感到困惑，他們期待《戰島》系列能重回傳統回合制策略遊戲。

### 作為育碧的子公司（2001年至今）
2001年2月，Blue Byte被育碧收購，其任務是專注於Blue Byte兩個最受歡迎的系列。當時Blue Byte擁有64名員工，並活躍於英國、德國和美國。
育碧於2013年4月收購了Related Designs，與Blue Byte合作開發了兩款作品，其中包含Might and Magic Heroes Online。2014年6月將Related Designs併入Blue Byte，成為其第二家內部工作室。2014年，Blue Byte開發了《Settler : Kingdom of Anteria》。2015年開發了《Anno 2205》。
2016年，該工作室製作《安特利亞英雄傳》（Champions of Anteria）以取代《工人物語：安特利亞王國》（The Settlers: Kingdoms of Anteria）。新遊戲是對原始《工人物語》系列的更改，具有新的遊戲玩法。2017年，工作室協助開發了遊戲《怒海戰記》。到2017年底，還參與了《榮耀戰魂》和《虹彩六號：圍攻行動》兩款遊戲的製作。
2017年的E3上，育碧宣佈該工作室正與育碧蒙彼利埃合作製作《超越善恶2》。同年，Blue Byte更名為Ubisoft Blue Byte，在8月Gamescom活動之前更新了LOGO。2017年4月宣布成立位於柏林的第三個Blue Byte工作室，名為育碧柏林工作室（Ubisoft Berlin），座落於柏林銀行以前的一棟建築物。由前Ubisoft Blue Byte的運營經理伊什特萬·塔納伊（Istvan Tajnay）擔任經理。2018年初開始運營，2018年9月25日正式開業，雇有60名員工。同時Blue Byte在杜塞爾多夫和美因茨工作室則分別擁有230名和100名員工。
2018年，工作室宣佈將於2020年發行《工人物語》第八款續作。Blue Byte也開發了《美麗新世界 1800》。
2019年8月的Gamescom大會上，Ubisoft Blue Byte展示了新的公司標識，其自有品牌工作室更名為Ubisoft杜塞道夫工作室（Ubisoft Düsseldorf）和Ubisoft美因茲工作室（Ubisoft Mainz）。此舉主要是為了吸引更多的員工，Ubisoft Blue Byte預計在2023年前將員工由520名員工擴大到約1,000名。

## 代表作品
- 《戰島》系列
- 《工人物語》系列
- 《美麗新世界》系列
- 《怒海戰記》
- 《榮耀戰魂》
- 《虹彩六號：圍攻行動》
- 《超越善恶2》